# 过树蛇
过树蛇（学名：Dendrelaphis pictus）为游蛇科过树蛇属的爬行动物，俗名藤蛇。分布于印度、泰国、缅甸、孟加拉国、越南、马来西亚以及中国大陆的海南、广西、云南等地，常栖息于热带、亚热带南缘山区及河谷冲积盆地四周的灌丛或树上、也下地活动以及亦见于水体附近。其生存的海拔范围为200至1620米。

## 保护
本种于2023年被收录入《有重要生态、科学、社会价值的陆生野生动物名录》。